# Крутов, Виктор Иванович
Виктор Иванович Крутов (род. 3 марта 1953, Павловский Посад, Московская область) — советский и российский хоккеист-нападающий, затем тренер; мастер спорта СССР международного класса, заслуженный тренер России.

## Карьера игрока
Играл на позиции нападающего в командах:
- 1968—1971 ХК «Текстильщик» (Павловский Посад)
- 1971—1974 ХК «Ижсталь» (Ижевск)
- 1974—1986 ХК «Химик» (Воскресенск)
- 1986—1988 ХК «Торпедо» (Ярославль)
- 1988—1990 ХК «Медвешчак» (Югославия)
- 1991—1992 ХК «Блед[словен.]» (Словения)
- 1991—1993 ХК «Прогресс» (Глазов)

Достижения:
- Бронзовый призёр чемпионата СССР 1984.
- Чемпион Югославии 1989, 1990.
- Обладатель Кубка Югославии 1989, 1990.
- Лучший бомбардир ХК «Химик» (Воскресенск) за всю историю команды.

## Карьера тренера
- Тренер ХК «Химик» (Воскресенск) со 2 сентября 1992 г. по 10 июня 1994 г.
- Старший тренер ХК «Динамо-Энергия» (Екатеринбург) с 22 декабря 1999 г. по 26 ноября 2000 г. и с 14 декабря 2000 г. по 31 мая 2001 г.
- И. о. главного тренера ХК «Динамо-Энергия» (Екатеринбург) с 26 ноября 2000 г. по 14 декабря 2000 г.
- Главный тренер ХК «СКИФ» (Москва) с 20 августа 2003 г. по 1 июля 2004 г.
- Старший тренер ХК «Сибирь» (Новосибирск) с 1 июля 2004 г. по 9 сентября 2004 г.
- Главный тренер женской сборной России с 15 июля 2002 г. по 30 июня 2005 г.
- С 29 сентября 2005 года — тренер сборных команд Москвы.
- С мая 2007 года — тренер юниорской сборной России (до 16 лет).

## Административная карьера
- Президент ХК «Химик» (Воскресенск) с 10 июня 1995 г. по 31 июля 1998 г.
- Генеральный директор ХК «Химик» (Воскресенск) с 1 августа 1998 г. по 14 сентября 1999 г.
- Административный директор — вице-президент по общественным связям ХК «Химик» (Воскресенск) с 14 сентября 1999 г. по 30 ноября 1999 г.